# Azambujeira
Azambujeira ist ein Ort und eine ehemalige Gemeinde (Freguesia) im portugiesischen Kreis Rio Maior. Die Gemeinde hatte 457 Einwohner (Stand 30. Juni 2011).
Am 29. September 2013 wurden die Gemeinden Azambujeira und Malaqueijo zur neuen Gemeinde União das Freguesias de Azambujeira e Malaqueijo zusammengeschlossen. Azambujeira ist Sitz dieser neu gebildeten Gemeinde.